# 3338 Richter
A 3338 Richter (ideiglenes jelöléssel 1973 UX5) a Naprendszer kisbolygóövében található aszteroida. Freimut Börngen fedezte fel 1973. október 28-án.